# かね彦
株式会社かね彦（かねひこ）は、北海道札幌市に本社を置く水産加工物製造業者である。

## 概要
1900年（明治33年）、鮮魚店としてスタートしたかね彦は、大正7年に蒲鉾部門を併設し、「魚屋の目から見た蒲鉾づくり」を基本とした。「誠実と研究の店」を理念とした蒲鉾作りは札幌市内で評判となり、現在では国内はもとより海外にも届けている。
また、顧客毎の細かい特注品にも対応しているため、現在では400種類ほどの水産ねり製品を製造している。同時にその販路は一般消費者やホテル、飲食店、学校、病院、デパート、仲卸しとほぼ全ての蒲鉾需要者に供給している。
かね彦の製品は全国蒲鉾品評会において最優秀の農林大臣賞や、他の食品コンクールでも水産庁長官賞、知事賞などを受賞している。さらに、かね彦の環境にも配慮した企業経営が認められ、近年、食品産業優良企業として農林水産大臣賞を受賞した。

## 主な製品
- 銀峰
- 初日の出（お正月限定生産品）
- 松かまぼこ
- チーズハム板
- みりん焼
- 深海
- 肉巻き玉子
- 特上伊達巻
- カステラ焼
- 糸掛けんちん
- シーフーズランドシリーズ（サーモンランド・スカロップランド・シーアーチンランド）
- きびっこちゃん
- 鮭丸くん
- キチンとかに吉くん
- イカッ太郎
- スモークチーズハムKAMABOKO
- 紅鮭のクリーム焼
- スモークかに甲ら
- グルメ帆立
- こだわりの逸品シリーそ
- ちぎり揚げシリーズ（いか・ごぼう・やさい・かぼちゃ）
- 包み揚げシリーズ（チーズ）
- 揚げしゅうまい（かに・えび・ほたて・コーン）
- フレッシュパックすりみ150ｇ
- 冷凍調味すりみ（わらずか・はも・いとよりだい・ほっけ・海老・帆立など）

など

## 販売
- 札幌市内に、「かね彦本社工場直売店」(東札幌)と「かね彦本店」(札幌パークホテル正門正面、南9条通り沿い中島公園駅すぐ)の二店舗があり、苫小牧市にも、「かね彦苫小牧店」（いとう履物店〔大町〕内）の一店舗が出店され、一部「札幌丸井今井」、「大丸札幌店」、市内主要「ダイエー」、「イーアス」(東札幌)で販売されている。また、オンラインショッピングでも購入できる。